# Зоран Ковачевић
Зоран Ковачевић (Попинци, код Пећинаца, 23. септембар 1935 — Сремска Каменица, 22. јун 2025) био је српски биохемичар и академик. Ковачевић је био председник Огранка САНУ у Новом Саду (2002—2015).

## Биографија
Дипломирао је 1962. године на Медицинском факултету Универзитета у Београду. Након завршених студија изабран је за асистента у Заводу за биохемију Медицинског факултета у Новом Саду. На истом факултету је 1971. године одбранио докторску дисертацију.
Од 1982. године руководилац је Завода за биохемију Клиничког центра у Новом Саду и шеф катедре за биохемију Медицинског факултета у Новом Саду све до пензионисања 2002. године. Године 1982. изабран је за редовног професора за научну област биохемија.
Изабран је за дописног члана Војвођанске академије наука и уметности 1984. године, а за редовног 1990. године. Од 1991. је после спајања постао редовни члан САНУ. Поптредседник Огранка САНУ у Новом Саду био је од 1998. до 2002, а затим председник од 2002. године.
Чланство у Академији медицинских наука СЛД; Биохемијском друштву Велике Британије; Европској академији наука и уметности из Салцбурга; инострани члан Црногорске академије наука и умјетности.
Одликован је Сретењским орденом првог степена (2024).
Преминуо је у Сремској Каменици, 22. јуна 2025. године.

## Признања и награде
- Награда за науку Српског лекарског друштва (1993)[2]
- Златна плакета са медаљом Универзитета у Новом Саду за животно дело[2]
- Награда за најцитиранијег научника Војводине коју додељује Покрајински секретаријат за науку Војводине (2010)[2]